# Gat van den Hardenhoek
Het Gat van den Hardenhoek is een vaarwater in de Brabantse Biesbosch. Het stroomt van de Spieringsluis naar het Gat van de Visschen. Het laatste gedeelte wordt ook wel het Gat van den Kleinen Hil genoemd. 